# Снежки (Киевская область)
Снежки́ (укр. Сніжки) — село в Ставищенском районе Киевской области Украины. Административный центр Снежковского сельского совета.
Расположено в 5 км от районного центра — поселка Ставище. Ближайшая железнодорожная станция — Жашков, за 12 км. Через село проходит автомобильный путь E95 международного значения Киев — Одесса, который является частью Европейского транспортного коридора № 9.
Площадь села составляет 224 га. Население Снежок — 417 человек (по состоянию на 2011 год). День села — 21 ноября. Флаг и герб села — утвержденные решением сессии Снежковского сельского совета от 2005 года.

## Этимология
Относительно происхождения названия села Снежки существует несколько версий:
1. По одному из местных преданий, село основал в XVI веке один из трех братьев — Снежко. Во время одного из набегов татары сожгли деревню и уничтожили всех жителей, которые укрылись в местной церкви. Но от гибели спаслось трое братьев — Тишко, Юрко и Снежко, которые впоследствии основали на трех холмах три хутора — Тихий Хутор, Юрковку и Снежки, которые позже стали селами.
2. По другой легенде, в начале XVIII века земли нынешних Снежок принадлежали феодалу Снежко. Сам Снежко жил на другом наделе, а на эти земли, чтобы иметь с них доходы, поселил своих подчиненных.
3. Название села может быть связано с тем, что в многочисленных оврагах, расположенных на территории села и вокруг него, весной надолго задерживается и не тает снег, или с белоснежным цветом плодовых деревьев в садах местных жителей весной.

## Географическое положение
Село расположено на Приднепровской возвышенности. Поверхность холмистая, с густой овражно-балочной сетью. В балках берут начало многочисленные ручьи. Главный водоем — река Гнилой Тикич, которая в пределах села имеет три истока и ручьи — притоки Тикича. По течению Тикича в пределах села сооружено 10 прудов. С северной, западной и восточной стороны село окружено лесными массивами. Также небольшие по площади искусственные лесопосадки расположены на юг от села. Почвы — темно-серые оподзоленные. Естественная растительность — лесная, а на склонах балок и долин истоков Гнилого Тикича — лугово-степная. Среди видов растений, занесенных в Красную книгу, встречаются ятрышники, подснежник белоснежный, лилия лесная, лук медвежий (черемша). На восток от села, в долине Гнилого Тикича была обнаружена популяция арума Бессера, которая на сегодня считается самым восточным местом произрастания данного вида на Украине. На территории вблизи села расположены ботанические заказники местного значения "Урочище Дубина" площадью 29 га и "Урочище Ревуха" площадью 56,2 га. Есть данные о существовании на территории, находящейся в подчинении Снежковского сельского совета гидрологического заказника местного значения "Истоки Гнилого Тикича", но на местности никаких обозначений территории и границ данного заказника не установлено. Планируется создание заказника Снежковский лес.

## История
Первые признаки проживания людей на территории Снежок датируются доисторическим временем. Это подтверждается находкой бивня мамонта в 1938 году при добыче глины в селе (сейчас этот бивень экспонируется в Белоцерковском историко-краеведческом музее). Кроме того, за 2—3 километра на юго-запад от села ученик местной школы нашел каменный топор. Впоследствии в этой местности были найдены отшлифованный каменный молот и каменное рубило.
Другим свидетельством проживания людей на территории села являются находки польских серебряных монет «полтораков», «трояков» и «чеков», датированных первой половиной 17 века. Находки обнаруживали снежчане при рытье погребов, колодцев, работе на огородах.
В XV веке на восток от села на границе с современным селом Роскошная существовал город Любомир, основанный белоцерковским старостой С. Любомирским. Есть предположение, что именно в этой местности примерно в 1355—1356 гг. между литовским князем Любартом и ордынским ханом было заключено соглашение о мире. Из грамот польского короля известно, что город был разграблен крымскими татарами (возможно, Менгли-Гиреем в 1482 г.) и долгое время оставался безлюдным. По местным преданиям, город имел многочисленные подземные ходы, благодаря которым его жители могли получать провизию. Это помогло им выдержать трехмесячную осаду. Несмотря на это, согласно преданию, город был захвачен татарами, а подземные ходы, по которым бежали с него уцелевшие жители, засыпаны землей. Как гласит предание, люди, ища выход из подземных ходов, громко кричали. От этого крика (рева) получил своё название близлежащий лес — Ревиха — и отдельная местность в этом лесу — урочище Ревуха (на сегодня — ботанический заказник местного значения).
Первые точные исторические даты, которые свидетельствуют о существовании села Снежки, приведены в книге известного историка и этнографа Л. И. Похилевича "Сказания о населенных местностях Киевской губернии" (1864 год). Так, согласно данной книге, Снежки — село в лесистой местности в верховьях реки Гнилой Тикич, которая здесь берет начало, в четырех верстах на запад от Ставища. Похилевич указывает, что в 1730 году в селе был построен деревянный Свято-Михайловский храм с двумя куполами, без притвора, без колокольни и колоколов, вместо которых использовалось железное клепало. После пожара в 1774 году была построена новая церковь (которая впоследствии была разрушена в 1935 г.), зачисленная по штатам к 7-му классу. В конце XVIII века село насчитывало 769 жителей (из них часть проживала в 17 приходских дворах).
Снежки как село были упомянуты в переписи населения 1765—69 годов.
В 1776 году Снежки принадлежали шляхтичу Степану Барановскому, а окружающий лес — войту села Зарубинцы Демьяну. Потеря независимости, разбазаривание помещиками природных богатств вызвали у местных крестьян недовольство. Они с целью мести опустошили лес, на что Степан Барановский быстро отреагировал, приказав войту запретить вырубку леса.
В конце XVIII века Снежки переходят во владение польского магнатского рода Браницких.
В период Колиивщины, согласно архивным данным, гайдамаки отряда Максима Железняка, которые шли на Умань, проходили через Снежки. Вблизи села находился лагерь повстанцев. Согласно местным преданиям, на восток от села, между Юхимовим и Кимаковим оврагами произошло столкновение повстанцев с польским карательным отрядом. По легенде, постанцы заманили поляков в засаду и подожгли близлежащие кустарники в лесу. Попав в ловушку, польские солдаты громко кричали (ревели). По одной из версий от этого реву происходит название леса Ревихи. Также свидетельством схватки есть два невысоких насыпи на окраине Ревихи вблизи Юхимового оврага. Крестьяне называют их «могилки». По свидетельствам местных жителей, еще в 20-е годы XX века эти насыпи достигали 2 м высотой. Считается, что это захоронение погибших в схватке повстанцев.

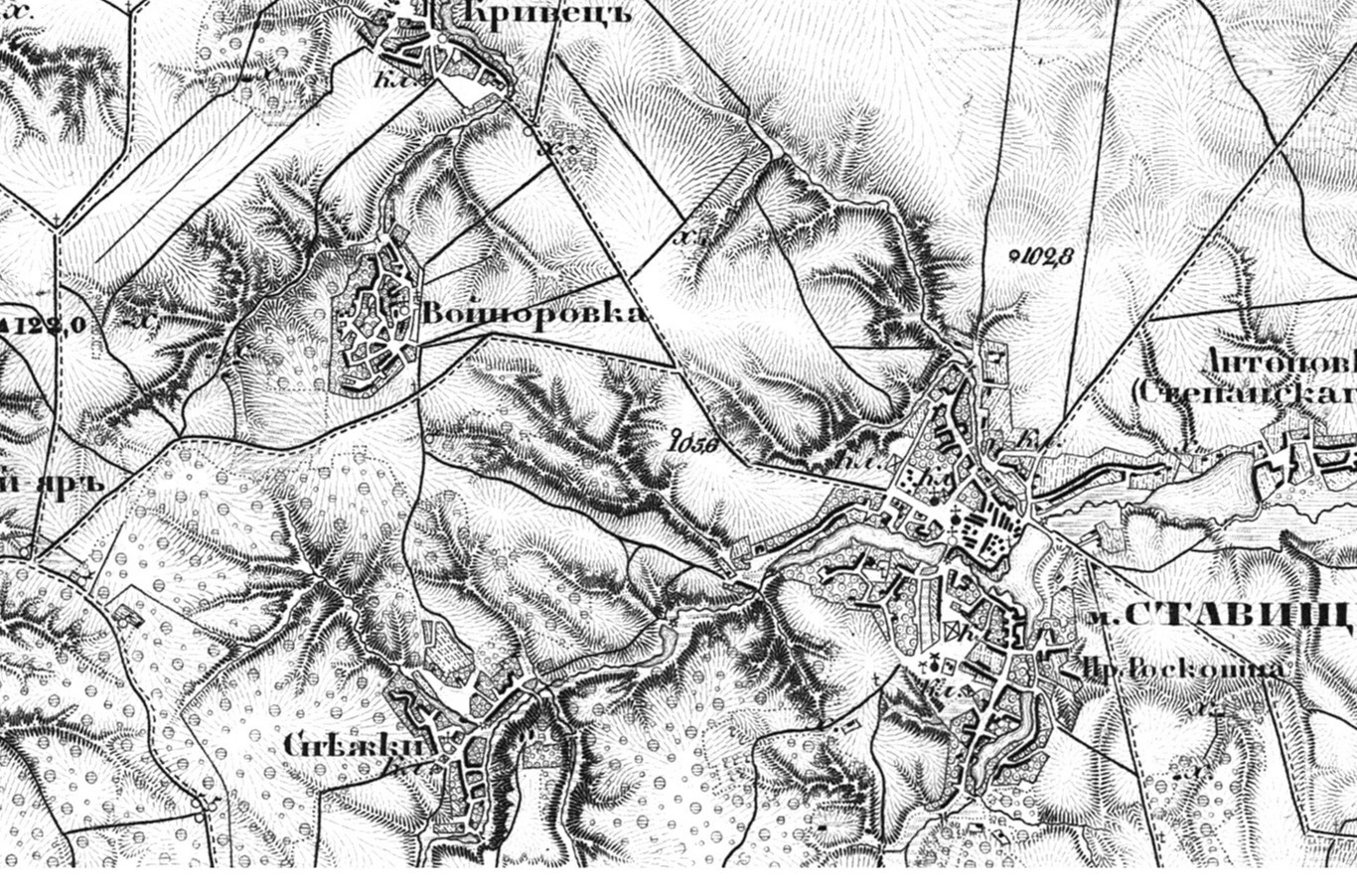
Снежки на карте 19 века

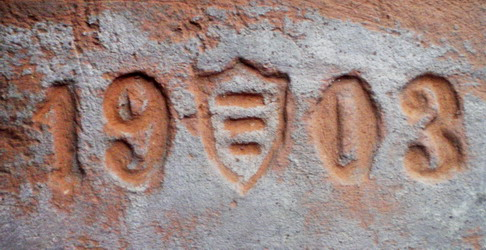
Кирпич из снежковской глины с гербом Браницких

В XIX веке, после Второго раздела Речи Посполитой Снежки отходят к Российской империи и с 1800 года входят в Ставищенскую волость Таращанского уезда Киевской губернии. В это время на юг от села в местности, известной под названием Огруд (ogrud-сад с польского), существовала экономия Браницких, которой подчинялись Снежки и другие близлежащие села. На запад от села, в лесу, вблизи одного из истоков Гнилого Тикича (между Снежками и выселком Парней (ныне местность Прогари на окраине села Винаровки)) находилась так называемая Гута. Это название происходит от стеклозавода, который там был. Браницкий перегнал некоторых непокорных крестьян из Гуты в лес, за что они получили фамилию Перегон. На Гнилом Тикиче было построено 3 водяных мельницы в пределах села (одна — вблизи современного Сельского пруда, вторая — на Самаровом пруду, третья — в местности под названием Фелонова гора; все они были разрушены в годы Гражданской войны), а также каскад из 6 прудов у истоков реки на юг от села (пруды принадлежали Браницким) (эти пруды были спущены в результате наводнения в 1939 году и до сегодня 4 из них восстановлено). Также на юго-западной окраине села (возле Антиповичевого оврага) находились печи, в которых выжигали кирпич, изготовленный из добытой в местном карьере глины.
В 1855 году жители Снежков принимали участие в Киевской казаччине.
В 10 томе польского многотомника «Słownik geograficzny Królestwa Polskiego i innych krajów słowiańskich», изданного в 1880—1914 г., приведены данные по численности населения Снежок в 19 — начале 20 вв. Так, в 1863 г. в селе проживало 769 человек, а к 1913 — 1060 человек. В 1905—1907 г. в селе насчитывалось 200 дворов.
В 1915 году при храме начала действовать школа.
По свидетельству очевидцев, в 1918 году через Снежки прошел один из отрядов немецкой армии, которая была введена на территорию Украины для помощи Центральной Раде в борьбе с большевиками по условиям Брестского мирного соглашения. В течение 1918—20 годов через территорию села проходили отряды местных повстанцев. В годы гражданской войны в Снежках и окрестных селах действовал партизанский отряд под командованием П. И. Кравченко, летом 1918 года он располагался в урочище Ревуха. В отряд входили жители Снежек, Винаровки и Юрковки. Во время одного из боев солдаты армии Скоропадского окружили дом, в котором находился Кравченко, и убили его. В течение этого года вблизи села шли жестокие бои между местными партизанами, немецкими войсками и войсками Украинского государства гетмана Скоропадского. По свидетельствам старожилов, на южной окраине села существовал колодец, в котором в 1920 году с установлением советской власти в селе местные жители прятали оставленное со времен гражданской войны оружие.
В 1918 году в Снежках был образован сельский совет. Его председателем стал И. Войновский, которому пришлось распределять земли, отобранные у помещиков Браницких, а также церковные земли, и передать их крестьянам. Это привело к улучшению качества жизни и благосостояния снежчан, увеличилось количество скота в их собственности, появились механизированные средства производства, которые значительно улучшили работу.
В 1920 году в церковной школе учились ученики четырех классов. В 1922 году школа была перенесена в отдельное здание. В 1923 году в школе была создана пионерская организация. В 1925—27 годах в ней работали сначала 2, а потом 3 учителя.
В 1929 году было основано коллективное хозяйство «Красный партизан». Организация колхоза началась с конфискации имущества зажиточных крестьян (скота и средств производства). Разбирались также дома и хозяйственные постройки, а полученные из них строительные материалы использовались для возведения зданий колхоза. Крестьян, которые не желали добровольно вступать в колхоз и работать в нем, высылали в Сибирь. В 1931 году в колхозе появился первый трактор «Fordson».
В 1932—33 годах в результате голода, в Снежках погибло 800 крестьян, которые были похоронены в двух буртах на местном кладбище. 24 ноября 2006 года на кладбище был установлен крест ко Дню памяти жертв голода.
В течение 30-х годов было репрессировано 10 снежчан.
В 1935 году была разрушена церковь, а её остатки использованы для сооружения колхозных зданий.
В 1937 году начальную школу преобразовали в семилетнюю. Первый выпуск учеников седьмого класса состоялся в 1940 году.
В ходе Великой Отечественной войны никаких боев на территории села не происходило, в селе не было постоянного размещения фашистских частей. 17 июля 1941 года посёлок оккупировали фашистские захватчики. По свидетельствам местных жителей, немецко-фашистские войска вошли в Снежки с южного направления, из села Юрковка. При этом на южной окраине села они без боя захватили в плен группу отступающих советских солдат. После этого фашистами был организован контроль над сбором крестьянами урожая на полях коллективного хозяйства. Впоследствии, через две недели после захвата поселка Ставище, в урочище Ревуха вблизи Снежек фашисты расстреливали местных евреев. За период с 1941 по начало 1944 года село не претерпело немецких бомбардировок и обстрелов.
В течение немецкой оккупации местные полицейские проводили забор молодежи для вывоза в Германию.
В течение всего времени немецкой оккупации на территории Снежек действовал партизанский отряд имени Чкалова. В борьбе против врага принимали активное участие 178 жителей села. На фронтах войны 1941—45 годах погибло 73 снежчанина. За боевые заслуги в годы войны были награждены орденами и медалями 83 человека.
Село было освобождено от оккупации в течение 10—11 января 1944 года в ходе Днепровско-Карпатской наступательной операции советских войск, когда передовые части 38-й, 40-й и 1-й танковых армий вышли на подступы к Виннице, Жмеринке, Умани и Жашкову.
После окончания Великой Отечественной войны в Снежках проживало 1170 жителей (по состоянию на 1947 год).
В 1952 году возле школы был разбит парк, а в 1957 году был заложен фундамент нового сельского клуба.
В 1959 году восстановленный после войны колхоз был уничтожен в результате крупного пожара. В 1960 году в связи с укрупнением коллективных хозяйств снежковкий колхоз «Красный партизан» был объединен колхозами сел Юрковка и Торчицкий Степок, и на их базе создано коллективное хозяйство «Дружба» (управление новосозданным колхозом осуществлялось из Юрковки).

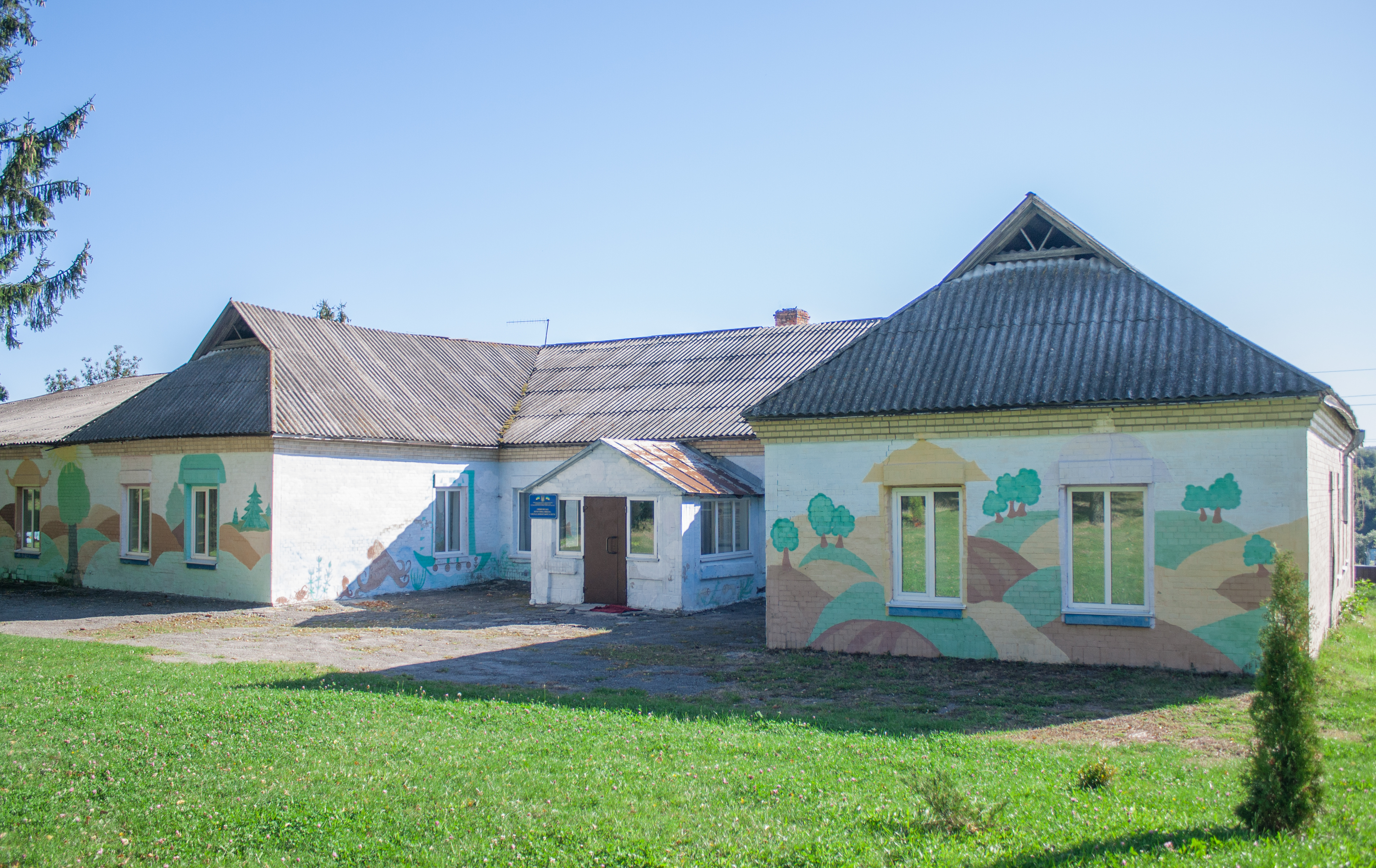
Школа-детсад

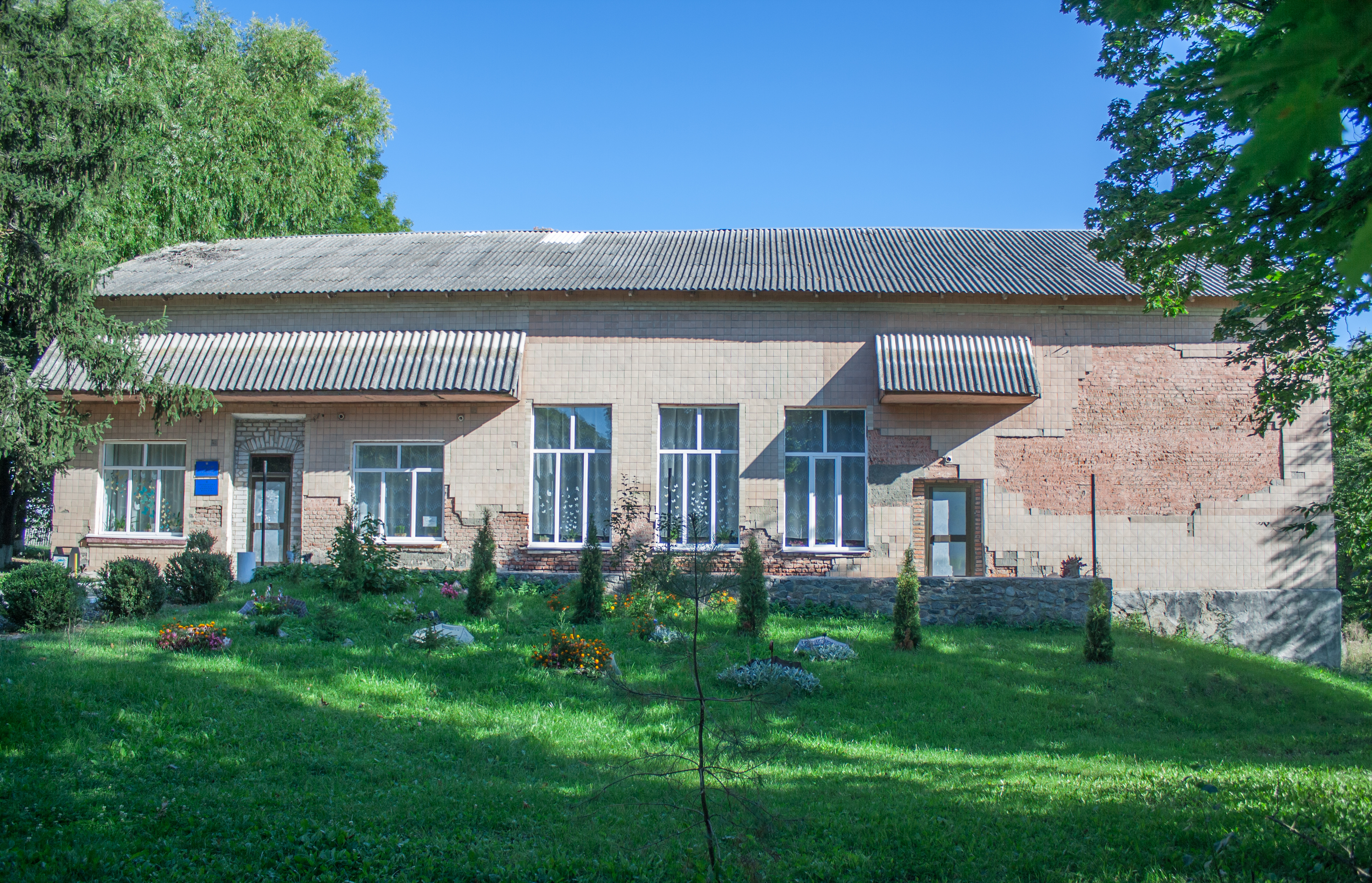
Дом культуры

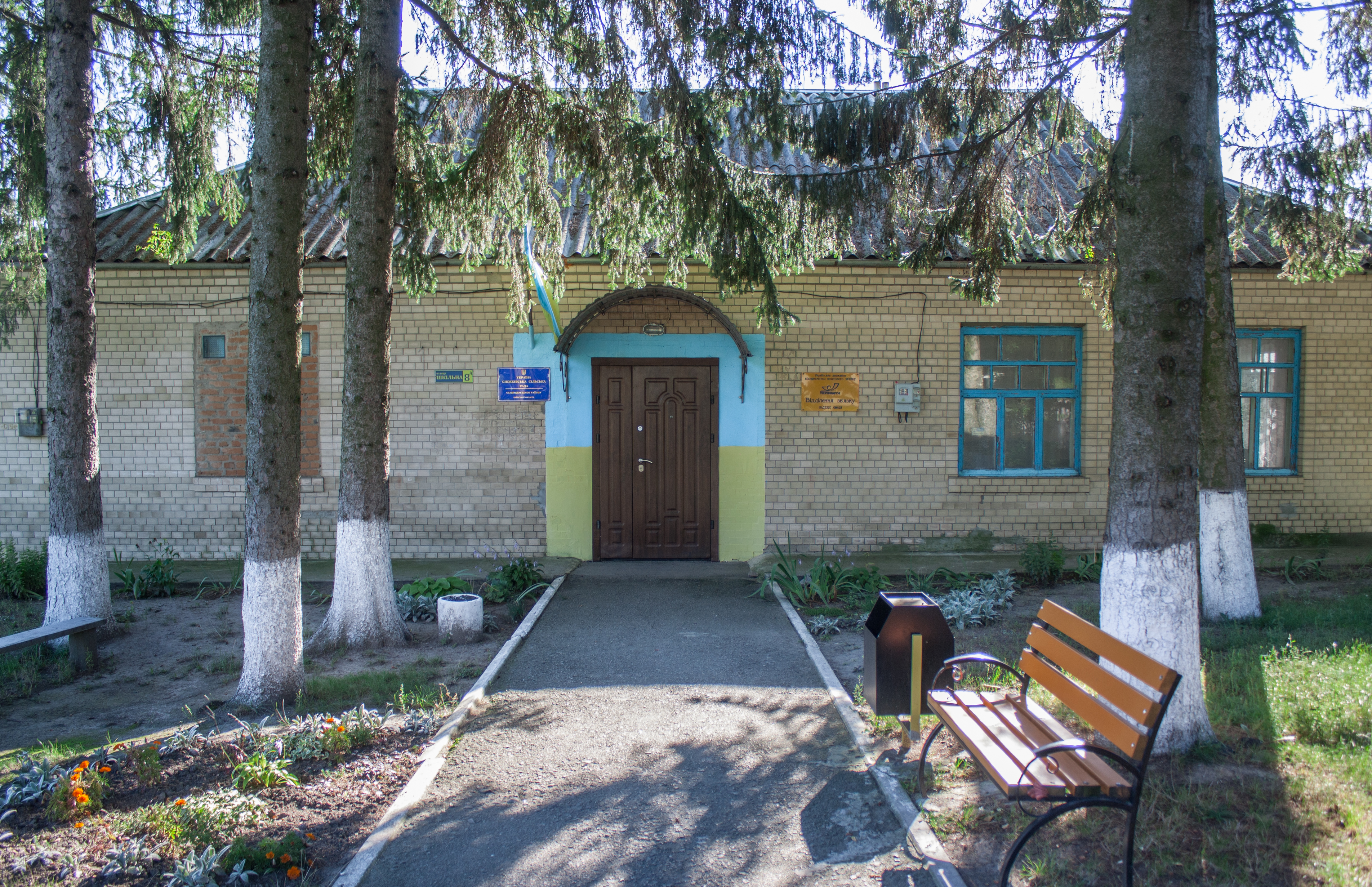
Сельский совет

В период с 1960 по 1980 годы на территории хозяйства были возведены новые кирпичные здания, коровники, телятники и другие хозяйственные постройки. В селе возведены новая школа (1963 год), клуб (1967 год), магазин, здание сельского совета (1984 год).
В 1976 году в Снежках насчитывалось 270 дворов.
В 1977 году было проведено бурение артезианской скважины и строительство новой водонапорной башни № 1, а также проведено центральное водоснабжение хозяйства.
В 1984 году в селе был открыт обелиск Славы.
В 1986—88 годах некоторые улицы села были вымощены брусчаткой.
В 1989 году колхоз «Дружба» был отключен, а на его базе в Снежках создано коллективное сельскохозяйственное предприятие «Заря» под руководством М. С. Вознюка. За короткое время его председательства техническая база КСП окрепла и умножилась, был построен зерноочистительный комплекс, гумно, амбар, коровник на 200 голов крупного рогатого скота, а также пилорама. В селе были заасфальтированы центральные улицы, пробурена вторая артезианская скважина и построена водонапорная башня № 2 (обеспечивает водой восточную часть села), проведено централизованное водоснабжение, село телефонизировано, начата газификация села, разработана документация на строительство кирпичного завода. Но после увольнения Вознюка с должности председателя КСП хозяйство начало приходить в упадок.
В 1996 году прошло распаевание земель КСП «Заря», 328 человек получили земельные паи.
В 2001 году КСП «Заря» было реорганизовано в частное сельскохозяйственное предприятие «Снежки». В результате техническая база ЧСП начала постепенно разрушаться, а земельные паи стали сдаваться их собственниками в аренду.

## Современность
На сегодня в селе действуют Снежковское НПО «ООШ 1—2 степеней — детский сад», ФАП, Дом культуры с библиотекой, сельский совет, отделение связи, 3 магазина и 7 кафе. На территории, подчиненной сельскому совету, осуществляют хозяйственную деятельность по обработке земли ООО «Интерагроинвест» (арендует земельные паи совладельцев бывшего КСП «Заря») и три фермерских хозяйства. Также действует деревообрабатывающий цех, который принадлежит государственному предприятию "Белоцерковский лесхоз". 1400 гектаров земли покрыты лесом и находятся в постоянном пользовании Ставищенского лесничества. В аренде находятся 10 прудов.